# Donkey Kong 64
Donkey Kong 64 (abreujat com a DK 64) és un videojoc de plataformes desenvolupat per Rare i publicat per Nintendo per a la Nintendo 64. Va ser publicat a l'Amèrica del Nord el 31 d'octubre de 1999 i a Europa el 6 de desembre de 1999. El joc és la continuació de la trilogia Donkey Kong Country per la Super Nintendo Entertainment System.
Segueix les aventures del Donkey Kong i quatres dels seus amics simis que proven d'aconseguir els Plàtans Daurats i derrotar en King K. Rool i els seus sequaços de l'illa. Els jugadors prenen el control de cinc Kongs en vuit nivells individuals en un gran mapa, un mode multijugador i diversos minijocs. Aquesta entrega va ser el primer videojoc a requerir l'Expansion Pak, que proveeix de més RAM pels gràfics i més entorns (als jocs posteriors, l'Expansion Pak va ser del tot opcional, amb l'excepció del The Legend of Zelda: Majora's Mask) i va esdevenir un títol dels més escollits per la comunitat de jugadors de la Nintendo 64.
Donkey Kong 64 va ser elogiat per la crítica i va ser el més venut de Nintendo durant la temporada nadalenca de 1999, amb 2,3 milions d'unitats venudes el 2004. Va guanyar el premi E3 Game Critics de 1999 al Millor Joc de Plataformes i múltiples guardons i nominacions de revistes. Els crítics i ressenyadors experts van elogiar l'amplada i l'alt excepcionals, però van criticar els controls de la càmera i l'èmfasi en la recopilació d'elements i la reculada. Alguns van citar la seva similitud en el joc i les imatges amb el predecessor de Rare de 1998, Banjo-Kazooie (1998). Altrs experts van dir que no havia igualat l'impacte revolucionari de Donkey Kong Country, però estava entre els millors jocs de plataformes en 3D de Nintendo 64.
Donkey Kong 64 va ser l'últim joc de Donkey Kong llançat per Rare abans de la seva adquisició per part de Microsoft l'any 2002. Les ressenyes retrospectives de Donkey Kong 64 van ser mixtes; els crítics el van considerar emblemàtic en el context del tedi en els jocs de plataformes d'aventures collect-a-thon de Rare. El tema introductori anomenat DK Rap sovint se cita com una de les pitjors cançons de videojocs, però va fer un retorn dècades després. Donkey Kong 64 es va tornar a publicar a la consola virtual del Wii U el 2015.

## Jugabilitat

En Donkey Kong, el personatge controlat pel jugador, corre cap a un enemic en un món temàtic de la selva.

Donkey Kong 64 és un videojoc d'aventures tipus plataformes en 3D en què el jugador, com Donkey Kong (DK) i els seus amics, explora una illa i recol·lecta elements per progressar a través de minijocs i trencaclosques. DK ha d'anar completant diversos nivells, siguin a la seva illa, a l'illa K. Rool o en escenaris oposats en el cel als quals se'ls arribava mitjançant canons i anar derrotant els caps per guanyar les claus DK, aquestes serveixen per obrir la gàbia de K. Lumsy. El joc segueix una història tradicional de la sèrie: el rei K. Rool i els seus reptilians Kremlings envaeixen la idíl·lica illa DK i segresten els amics de Donkey Kong, amb la intenció d'encendre la seva arma Blast-O-Matic i destruir l'illa. Després d'un tutorial, el jugador s'embarca com a Donkey Kong per rescatar als altres dels seus segrestadors i aturar el pla de K. Rool. Mentre explora el món del joc i completa els minijocs de trencaclosques, el jugador recol·lecta dos tipus de plàtans: els plàtans normals, que tenen un color diferent per a cada personatge de Kong, atorguen al jugador medalles de plàtan i es poden intercanviar per accedir a la baralla de caps de cada món; i plàtans daurats, dels quals cal un cert nombre per desbloquejar cada nou món del joc. Per accedir al cap, s'ha d'entrar al portal de Toff i Scoff, i lliurant-los les Bananes que demanen. Només es pot accedir amb el personatge indicat en la gran porta. A més, en cada nivell existeixen 25 Bananes Daurades (5 per cada Kong), una Corona de Batalla, 2 Fades Banana, 500 Bananes (100 per cada Kong), i una clau DK, que s'obté acabant al cap. Amb un total de 3.821 objectes col·leccionables, calen 1.961 —inclosos centenars de plàtans normals — per completar el joc.
La majoria de les endevinalles són simples i impliquen reorganitzar elements, manipular interruptors i mosaics o combinar elements com en el joc de la memòria. Els minijocs inclouen carreres, trams en vagonetes i barrils que disparen els personatges com a projectils. Hi ha cinc objectius de recompensa d'un plàtan daurat per a cadascun dels cinc personatges jugables a set mons temàtics: 200 objectius en total, a més d'un supramón. Els temes dels mons inclouen l'aigua, el bosc, la jungla i la indústria. A diferència dels jocs anteriors de Donkey Kong, els objectius es poden completar en qualsevol ordre. El jugador pot viatjar ràpidament entre les seccions del nivell amb plataformes warp designades i pot canviar entre personatges en barrils d'intercanvi designats. El jugador recol·lecta monedes de plàtan, que es poden gastar per desbloquejar noves armes i habilitats, i altres objectes col·leccionables, com municions per a armes i peces de trencaclosques de plànols. Com en altres jocs de Rare, el jugador sovint es troba amb un atzucac, com un objecte indestructible o una àrea fora del seu abast, i ha d'adquirir una nova habilitat amb què eventualment retrocedir i resoldre'l.

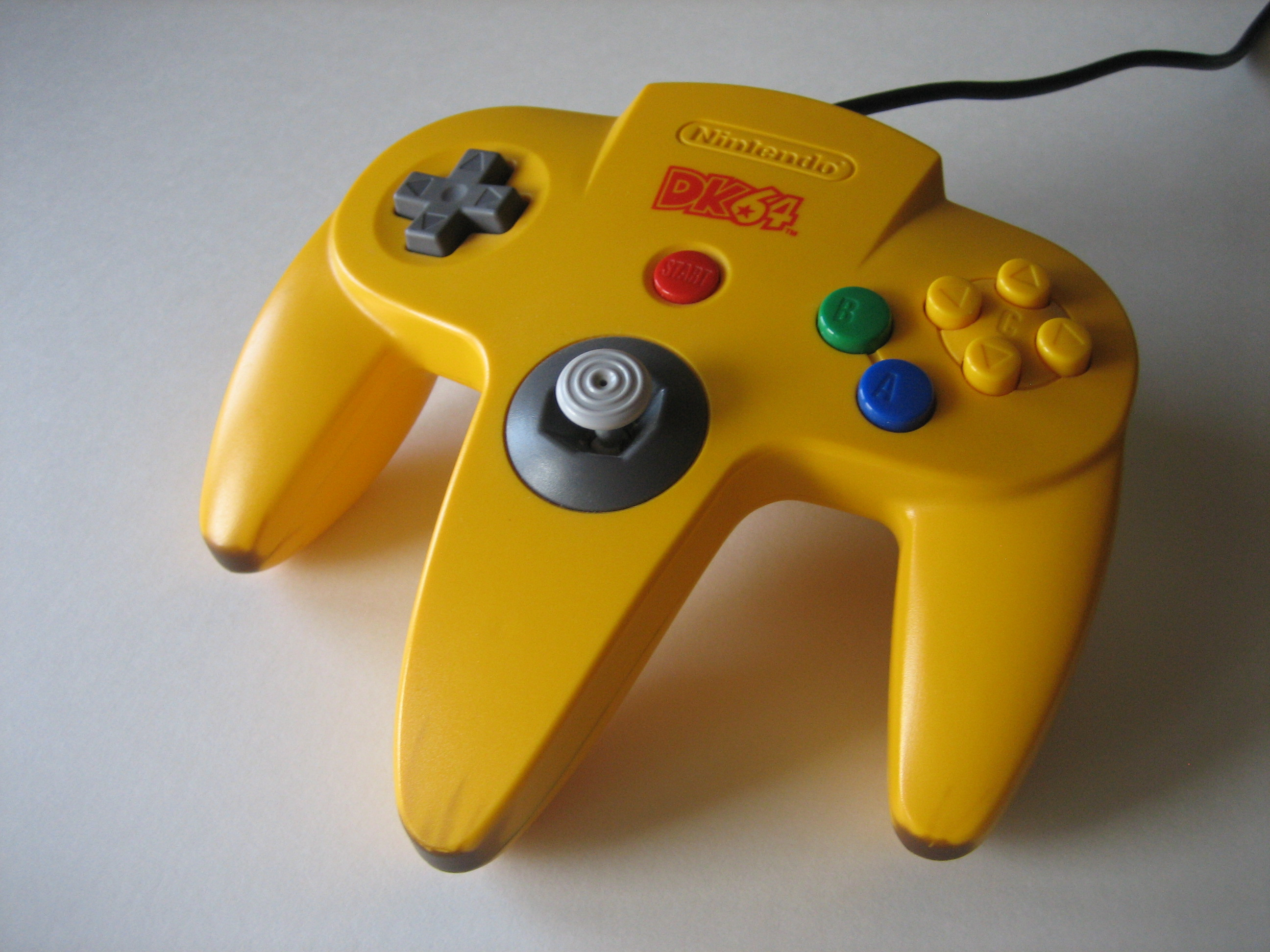
Comandament de Nintendo 64 amb temàtica del joc.

Els amics segrestats de Donkey Kong es converteixen en personatges jugables després de ser rescatats. Cadascun dels cinc personatges comença amb habilitats bàsiques i poden comprar habilitats úniques addicionals de Cranky Kong a mesura que avança el joc, que són necessàries per resoldre certes endevinalles. Per exemple, Donkey Kong pot operar palanques, Chunky Kong pot aixecar roques, Tiny Kong pot arrossegar-se a través de forats, Diddy Kong pot volar i Lanky Kong pot surar. Cadascun dels personatges usa projectils i instruments musicals únics. Per exemple, algunes portes es poden obrir només amb els projectils de coco de Donkey Kong i altres només es poden obrir amb la guitarra elèctrica de Diddy Kong. Hi ha més habilitats especials que els botons del controlador, de manera que es necessiten combinacions de botons per activar algunes habilitats. Les combinacions també activen modes especials, que inclouen angles de càmera alternatius, un mode de franctirador i un mode d'instantània que desbloqueja més secrets en el joc. Les versions jugables del Donkey Kong (1981) i Jetpac (1983) estan ocultes dins del joc, i cal jugar-les per acabar la història . El personatge del jugador també pot transformar-se en animals, com Rambi the Rhino i Enguarde the Swordfish, que es repeteixen en jocs de sèries anteriors. El suport de hardware opcional inclou un mode de pantalla panoràmica i compatibilitat amb el Rumble Pak.
Un mode multijugador separat té sis minijocs per a dos a quatre jugadors. «Monkey Smash» és un minijoc d'estil de combat a mort de sorra oberta en què fins a quatre jugadors troben munició i usen les seves respectives armes de projectils del joc per a un jugador per danyar altres jugadors abans de perdre totes les vides. «Battle Arena» és un minijoc de rei del turó en què els jugadors usen armes i explosius per enderrocar-se els uns als altres des de la vora d'una plataforma. Cada mode té diversos subtipus en què els jugadors poden competir segons el temps o la puntuació.

## Desenvolupament
Després de l'èxit amb els jocs Donkey Kong Country a mitjan dècada de 1990, Rare va crear el seu pròxim joc de Donkey Kong sobre la base de la jugabilitat dels seus predecessors, però no com una seqüela directa. Gregg Mayles de Rare va liderar l'esforç per crear Donkey Kong 64. El desenvolupament va començar en 1997, poc després de la finalització de Donkey Kong Country 3 (1996), destinat al seu llançament en el complement d'unitat de disquet 64DD de Nintendo 64. Es va fer la transició a cartutx després que el 64DD s'endarrerís i finalment es cancel·lés. Un equip de 16 persones va treballar en el joc durant tres anys i vuit membres més van ajudar en les seves últimes etapes. Molts desenvolupadors van abandonar l'equip de Banjo-Kazooie (1998), que havia treballat al joc del mateix nom i Banjo-Tooie (2000). Donkey Kong 64 es crear sobre el motor de joc del Banjo-Kazooie.
Rare va concebre i va dissenyar originalment Donkey Kong 64 com un joc de plataforma lineal tradicional similar als jocs de Donkey Kong Country. La Nintendo 64 encara era nova i, en aquell moment, Rare no tenia un motor de joc comú. La versió lineal es va desenvolupar durant uns 18 mesos i es va eliminar a favor del que seria el producte llançat.
L'artista principal, Mark Stevenson, va descriure l'animació i el modelatge dels personatges de 'Donkey Kong 64' com una cosa que va començar del no-res. A la sèrie Donkey Kong Country, els personatges i entorns havien estat renderitzats i modelats prèviament amb superfícies NURB usant PowerAnimator, però els gràfics 3D en temps real de Donkey Kong 64  només poden utilitzar polígons. Per tant, l'equip va utilitzar una nova eina, Gamegen. No obstant això, els models renderitzats prèviament es van usar com a referència per als models i textures de polígons, com per a l'interior de la boca dels Kong.
Encara que els gràfics en temps real van impedir que Rare reproduís els gràfics prerenderitzats detallats de la sèrie Donkey Kong Country, van permetre a l'empresa fer que els personatges fossin més expressius. Produir models de personatges satisfactoris va resultar ser un desafiament; l'artista principal Mark Stevenson va assenyalar que «sent capaç de veure aquest personatge des de qualsevol angle, faries una animació, la posaries en el joc i pensaries que es veu bé de banda, però horrible des de qualsevol altre costat». Stevenson també va assenyalar que pel fet que els videojocs en 3D estaven en la seva infància, els models Donkey Kong 64 sempre es veurien pitjor que els Donkey Kong Country renderitzats prèviament.
El fort èmfasi en els col·leccionables va ser una elecció de disseny realitzada a comanda del cofundador de Rare, Tim Stamper, per distingir Donkey Kong 64 de Banjo-Kazooie. Segons el director George Andreas, «sempre hi tornava i li deia “Aquí hi ha alguna cosa” i ell deia “No, més coses”». Retrospectivament, Andreas va comentar que s'hauria d'haver controlat, perquè li hauria agradat unificar el sistema bananer codificat per colors, entre d'altres. Rare també va intentar diferenciar Donkey Kong 64 de Banjo-Kazooie a través de la seva varietat de personatges jugables, escenaris cinematogràfics i grandiloqüents batalles contra caps. Segons Andreas, el creador de Donkey Kong, Shigeru Miyamoto, es va horroritzar quan va veure a Donkey Kong disparar una escopeta realista utilitzada com a marcador de posició durant una demostració preliminar, i ràpidament va dibuixar la pistola de coco utilitzada en el joc final. Una funció eliminada, "Stop 'N' Swop", hauria permès de transferir dades de Banjo-Kazooie a Donkey Kong 64 per a desbloquejar extres en el joc.

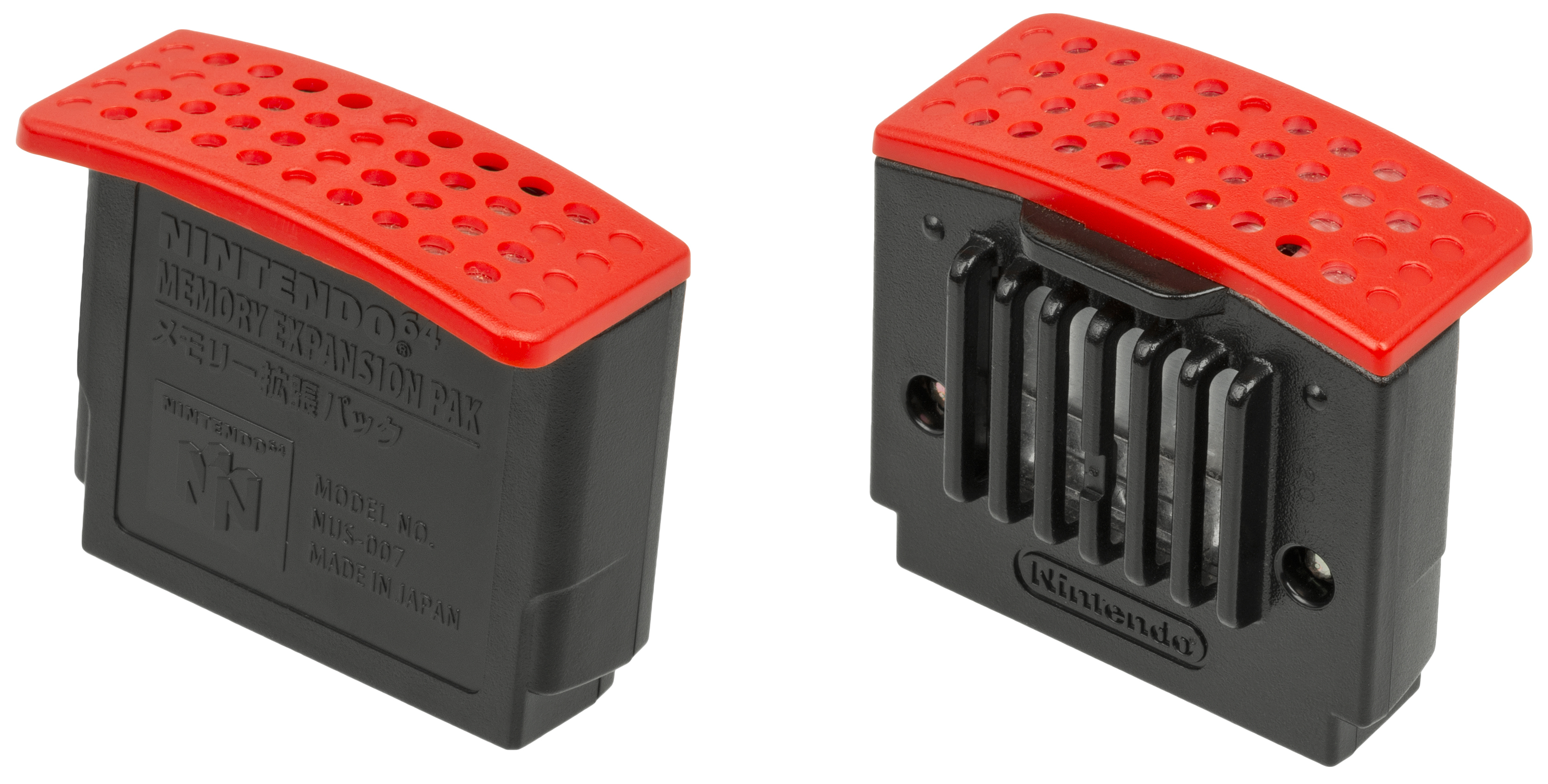
Expansion Pak, una actualització de RAM del Nintendo 64 requerida per primera vegada en Donkey Kong 64.

Donkey Kong 64 és el primer de dos jocs que requereix l'Expansion Pak de Nintendo 64, una actualització de RAM de la consola inclosa amb el joc. L'actualització s'usa en jocs anteriors per a impulsar gràfics opcionals de major resolució, però en el cas de Donkey Kong 64 es va comercialitzar com una millora de la velocitat de fotogrames del joc i la representació d'objectes a distància. Segons el programador de Rare, Chris Marlow, la companyia no va poder resoldre un error que va ocórrer sense l'Expansion Pak i, per tant, es van veure obligats, a un gran cost, a incloure el joc amb l'actualització de memòria. Nogensmenys, Stevenson va destacar a la història de Marlow un «mite» i va dir que l'Expansion Pak es requeria al principi del desenvolupament. Encara que aquest error va existir cap al final del desenvolupament, segons Stevenson, «l'Expansion Pak no es va introduir per bregar amb això i no va ser la solució al problema». Stevenson també va dir que es va usar per al sistema d'il·luminació dinàmica del joc. Nintendo va dir que l'opció d'agrupar, en lloc de vendre l'accessori per separat, evitaria la confusió del consumidor.

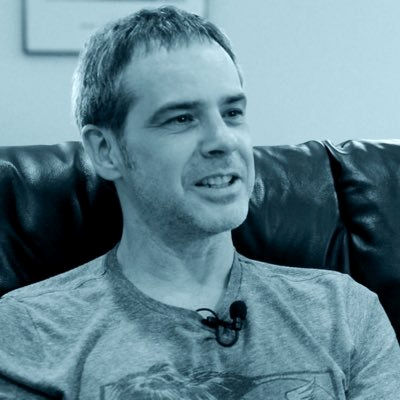
Compositor de Donkey Kong 64, Grant Kirkhope.

Grant Kirkhope (en) va compondre la banda sonora, apropant-la més a la tradició de Banjo-Kazooie que a la de les bandes sonores de Donkey Kong Country de David Wise. Això no obstant, Kirkhope ha comentat que va tractar de conservar el to més fosc i atmosfèric que Wise va portar a Donkey Kong Country i va incloure un remix de « Jungle Japes» de Wise. La compositora de Donkey Kong Country 3, Eveline Fischer, va ser originalment assignada a Donkey Kong 64; Kirkhope es va involucrar després que se li demanés ajuda i va proporcionar la veu de Donkey Kong. El «DK Rap», que presenta les habilitats del personatge de Kong, va ser concebut i escrit per George Andreas, amb música i enregistrament de Kirkhope i interpretat per Andreas i Chris Sutherland. La idea era que fos una broma alegre tot i ser interpretat com un intent de composició seriós en el llançament del joc. Nintendo of America va celebrar un concurs «DK Rap» en què els fans graven la seva pròpia versió del rap per guanyar premis, inclòs un viatge a la seva seu.

## Promoció i llançament
Rare va anunciar Donkey Kong 64 amb una sola captura de pantalla al seu lloc web  i cobertura en l'edició de gener de 1999 de Nintendo Power. Electronic Gaming Monthly va escriure que el joc es podia jugar a la Electronic Entertainment Expo de 1997, encara que IGN va dir que va debutar a l'esdeveniment de 1999. El joc també es va mostrar al Nintendo Space World de 1999. S'esperava que Donkey Kong 64 fos un èxit de vendes, com l'èxit suprem de la consola en gràfics i so.

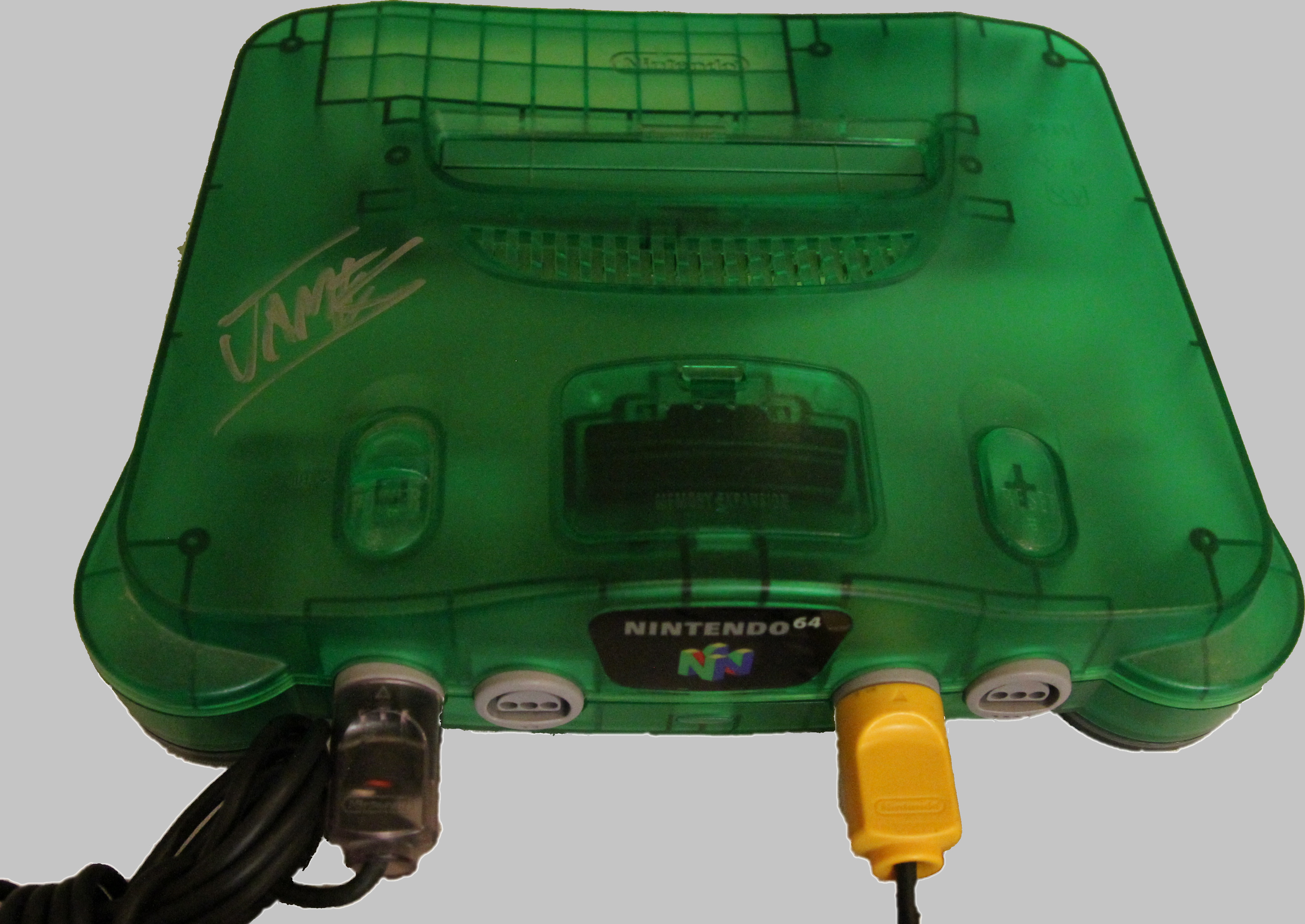
El joc es va incloure amb una edició especial de Nintendo 64 en «verd jungla» translúcid.

La considerable campanya de màrqueting de US$22 milions de Donkey Kong 64 va duplicar el pressupost típic d'un llançament important de Nintendo. La campanya va incloure un comercial de 60 segons que es va projectar en més de 10.000 sales de cinema durant la temporada nadalenca i anuncis addicionals a través de tanques publicitàries, premsa i ràdio. Una gira promocional de «The Beast Is Back» va portar un camió equipat amb jocs de Nintendo a través dels Estats Units,  i es va anunciar un sorteig separat entre la sèrie i Dr. Pepper als supermercats. Nintendo va projectar vendes de 2,5 milions de còpies en un any, i més tard aquest any va augmentar el nombre a 4 milions de còpies —1,5 milions més que per a The Legend of Zelda: Ocarina of Time—, inclòs 1 milió de paquets de la Nintendo 64 en verd translúcid. Els detallistes enquestats esperaven que Donkey Kong 64 fos el joc de consola més venut durant la temporada nadalenca de 1999. El joc va tenir poca competència en la temporada nadalenca per part de Nintendo, ja que va traslladar els seus altres llançaments, inclosos Mario Party 2 (en), Perfect Dark i Pokémon Stadium, a l'any vinent.
Rare i Nintendo van llançar el joc a l'Amèrica del Nord el novembre de 1999, seguit del llançament mundial el mes següent. Juntament amb la publicació del joc, Nintendo va oferir un paquet especial del joc i la consola, que incloïa un cartutx de joc de color groc plàtan, el seu Expansion Pak requerit i una consola Nintendo 64 verd transparent «estil Jolly Rancher».
L'abril de 2015, Donkey Kong 64 es va tornar a publicar digitalment com un dels primers jocs de Nintendo 64 agregats al catàleg de la consola virtual del Wii U. Aquest va ser el primer rellançament del joc, ja que no havia aparegut a la consola virtual de Wii. Es desconeix per què el joc mai es va llançar a la consola virtual de Wii, encara que Nintendo World Report va especular que podria estar relacionat amb el fet que conté tant l'arcade original Donkey Kong —que ja estava disponible a la consola virtual— i Jetpac —sobre els quals Nintendo no posseeix els drets— com a jocs jugables.

## Rebuda
Donkey Kong 64 va rebre elogis de la crítica: «aclamació universal», segons l'agregador de ressenyes de videojocs Metacritic. Es va convertir en el producte més venut de Nintendo 64 durant la temporada nadalenca de 1999 i en la principal defensa de Nintendo contra la presentació de la consola Dreamcast per part del seu competidor Sega. Com a èxit de vendes, Donkey Kong 64 es va unir a la selecció de jocs «Player's Choice» de Nintendo, on les altes vendes van continuar durant la propera temporada nadalenca. El 2004 s'havien venut més de 2,3 milions d'unitats a l'Amèrica del Nord. Va guanyar el premi E3 Game Critics de 1999 al Millor joc de plataforma i diversos premis anuals de Nintendo Power, inclòs el millor joc general de 1999. A més, va ser nominat a «Joc de l'any» i «Joc de consola de l'any» durant la 3a edició dels premis anuals AIAS Interactive Achievement Awards —ara coneguts com a D.I.C.E. Awards. GamePro (en) el va nomenar «Elecció de l'editor». IGN va descriure el Donkey Kong 64 com el joc de Nintendo 64 més gran i ambiciós a partir del seu llançament, però molt similar a Banjo-Kazooie en el seu disseny de plataformes i trencaclosques. Les similituds entre els dos jocs eren una crítica comuna.
El disseny del joc, centrat en col·leccionar objectes i fer retrocessos en el progrés, va generar opinions dividides.  Alguns crítics ho van descriure com una "cerca d’ous interactiva" dins la fórmula previsible de Rare, que requeria recollir diversos objectes per desbloquejar el final especial. Next Generation va notar la propensió de Rare a fer marxa enrere. GameSpot va assumir de manera més diplomàtica que els jugadors als quals els agradava col·leccionar objectes se sentirien excitats pel seu valor de repetició, i aquells als quals no els agradava se sentirien frustrats per les seves tasques.  The Cincinnati Enquirer va aplaudir els minijocs com una «diversió benvinguda [que] se sumea a la diversió d'una aventura ja massiva» i en va afirmar que són tan bons que haurien funcionat com els seus propis jocs llançats en consoles de generacions anteriors. Electronic Gaming Monthly va dir que les endevinalles i els minijocs són divertits la primera vegada, però es desgasten ràpidament quan es tornen a jugar amb restriccions de temps cada vegada més estrictes. GameSpot, però, en canvi va idear parts del joc de Donkey Kong 64 «cerebrals», fet que requeria la consideració de diverses tasques simultànies per resoldre endevinalles posteriors. Ja familiaritzats amb els conceptes presos de Super Mario 64, Ocarina of Time i Banjo-Kazooie, els crítics van considerar les tasques del jugador menys innovadores o interessants de desxifrar. En revisions retrospectives, Nintendo Life va descriure la tasca de recol·lectar objectes com quelcom «excessiu» i repetitiu. Van suggerir que la reculada, per exemple, es podria reduir en permetre que el jugador canviï de personatge en qualsevol moment.
La mida i la durada del joc es van esmentar amb freqüència. Amb un estimació de 30 hores de joc bàsic, IGN el va anomenar War and Peace de Rare. GameFan va escriure que «gran» és un eufemisme, i «l'aventura que hi ha dins és mastodòntica». Els crítics d'AllGame i EGM es perdien o distreien amb freqüència al seu món. Es va destacar l'enginy de les batalles contra caps, particularment la batalla final contra K. Rool, encara que el final de la història va decebre a EGM. Els ressenyadors van trobar poc entreteniment en el mode multijugador, però van elogiar la varietat de joc entre els cinc personatges. Els controls també els van frustrar, entre la velocitat de moviment lenta i els problemes amb l'angle de la càmera. Per exemple, els personatges que deixen de respondre durant les animacions d'atac són vulnerables als enemics invasors. Edge va escriure que la manca de millores a la càmera sobre Banjo-Kazooie era imperdonable.
Fins i tot amb l'expansió de RAM per a gràfics, les imatges de Donkey Kong 64 només es van trobar marginalment, si és que ho van fer, millors que les dels seus jocs contemporanis, com Banjo-Kazooie de l'any anterior. IGN va admetre que Donkey Kong 64 no era tan bonic com Banjo-Kazooie, especialment en l'aigua i els fons, tot i que encara figurava entre els jocs més bonics de la consola perquè l'escenari és àrid i anodí al principi, i només més tard introdueix efectes d'il·luminació i textures més riques. IGN esperava més de Rare i en va elogiar els efectes de partícules —com en el vent del desert—, però va considerar la seva il·luminació dinàmica sobreutilitzada. N64 Magazine va dir que els efectes millorats es feien servir amb més freqüència per a la decoració, encara que també exercien un paper en els trencaclosques basats en la il·luminació de camins. Es van informar dificultats gràfiques fins i tot amb la memòria addicional, com ara alentiments de la velocitat de fotogrames i característiques distants que no apareixien amb cap detall, encara que en general van elogiar les floritures gràfiques. GameSpot també va veure una manca de varietat a l'entorn del joc.
Els personatges van ser elogiats per les seves personalitats, animacions i representació de l'humor característic de Rare. Diversos crítics de videojocs van notar les personalitats que es mostren a les animacions dels personatges. IGN va considerar els personatges menys desconcertants que els d'altres jocs de Rare i, de vegades, divertits. GameFan va descobrir que l'addició dels tres nous personatges jugables a la sèrie oferia poca personalitat que es perdria.
IGN en va dir que la música era menys intel·ligent que la de Banjo-Kazooie, però la banda sonora de Kirkhope encara oferia una varietat d'estats d'ànim i encaixava a l'escenari. Les pistes auditives al so envoltant i la qualitat dels efectes sota l'aigua van impressionar GameSpot. Se'n va criticar el tema dobertura «DK Rap» com a «vergonyós» i com una de les pitjors bandes sonores de videojocs. GamePro va dir que era graciós, però vulgar. Vuit anys després, Nintendo Life va dir que la cançó era «estimada per alguns, odiada per d'altres», de manera semblant al joc en si.
El consens va ser que Donkey Kong 64 mancava del potencial revolucionari de Donkey Kong Country, però que en canvi tenia una qualitat prou alta per a vendre's bé durant la temporada nadalenca. The Cincinnati Enquirer va descriure el seu estil de plataforma com a combinat amb el de molts altres, com Super Mario 64, Banjo-Kazooie i Jet Force Gemini (1999): «Reemplaceu la trama, els gràfics i un parell d'elements del joc i bàsicament tindreu el mateix joc». Tot i això, va dir que «el domini d'elements que s'han fet fins al cansament pot ser l'espurna necessària» per tal de fer evolucionar el gènere en jocs llançats en anys posteriors; va celebrar la seva jugabilitat com a addictiva i com una de les millors de la Nintendo 64. Encara que els fanàtics entusiasmats se sentirien decebuts, IGN va dir que Donkey Kong 64 segueix sent un joc de plataformes excel·lent i expansiu amb una quantitat aclaparadora de coses a fer. GameFan, per altra banda, es va mostrar molt decebut per com el joc «realment no ofereix res de nou» i va comparar la seva monotonia i repetició amb la pel·lícula Eyes Wide Shut: «un gran projecte inflat sense prou moments brillants per justificar l'entumiment... [de] seure a través de tot l'assumpte», «no està a l'alçada del nom Rare». El plataforma 3D de 'Donkey Kong 64' era un lloc comú en el moment del seu llançament i, segons GameSpot, li hauria anat millor com a joc de llançament de Nintendo 64. Tenint en compte la seva competència, Daily Radar va escriure que Donkey Kong 64 era simplement el millor joc de plataformes en 3D de la consola. Edge va qualificar aquest pensament: Donkey Kong 64 va ser el més a prop que un desenvolupador extern havia estat de superar el domini de l'estructura del joc de Nintendo i va ser «un bon esforç... per dret propi», però el seu joc va ser derivat i sense imaginació en comparació amb la llibertat i flexibilitat de Super Mario 64 de Nintendo.

## Llegat
Els jocs de plataformes 3D de Rare es van fer famosos pel seu èmfasi en la recol·lecció d'objectes, i Kotaku va recordar Donkey Kong 64 com si fos «el pitjor exemple», amb centenars de plàtans codificats per colors. Altres crítics, en retrospectiva, hi van estar d'acord. Electronic Gaming Monthly va escriure «De la mateixa manera que Super Mario 64 va donar vida al gènere de plataformes 3D, Donkey Kong 64 ho va xuclar tot» i va solidificar la reputació de Rare de fer «plataformes collect-a-thon». El desenvolupador independent darrere de A Hat in Time, un successor espiritual de Banjo-Kazooie, va culpar Donkey Kong 64 pel declivi en popularitat del gènere d'«aventures de plataformes col·leccionables».
Retro Gamer i Game Informer van recordar la recepció del joc com a «mixta», en consideració de les seves similituds amb Banjo-Kazooie i la manca de canvis de gènere. Malgrat els comentaris decents, Donkey Kong 64 i següents jocs de Nintendo 64 desenvolupats per Rare no complien amb les expectatives dels jocs anteriors de la companyia i les febles vendes van conduir a un èxode de bona part del personal, que va culminar amb l'adquisició de l'empresa per Microsoft l'any 2002. Donkey Kong 64 va ser l'últim joc de Donkey Kong fet per Rare; la sèrie no va rebre una altra entrega important fins a Donkey Kong Jungle Beat (2004), cinc anys després. La Nintendo 64 s'acostava al final del seu cicle de vida i la revista Electronic Gaming Monthly va assenyalar en el llançament del joc que els jugadors ja giraven la seva mirada cap a la Sega Dreamcast i la Sony PlayStation 2. IGN després va nomenar Donkey Kong 64 com a digne de ser refet per a la consola portàtil 3DS de Nintendo. L'any 2014, Official Nintendo Magazine va situar el joc en una meritòria 89a posició en una llista dels millors jocs de Nintendo i el va esmentar com «un clàssic oblidat».
Mentre que el «DK Rap» encara és recordat per la seva recepció negativa, va gaudir d'una millora en la popularitat social transcorreguda una dècada, atès que va convertir en un mem d'Internet prou viral al llarg del temps. Chris Sutherland, un dels seus autors, va comentar-ne al respecte que creia que la millora es devia a què la quitxalla que l'havia jugat anys abans es va adonar que la cançó estava destinada a ser presa com una broma i no pas com un intent seriós d'escriure cançons. Paral·lelament, l'altre compositor d'algunes bandes sonores del joc, Grant Kirkhope, va comentar que «és una mica com ABBA, la manera com han tornat a estar de moda al llarg dels anys». Versions del «DK Rap» van aparèixer a Super Smash Bros. Melee (2001) i Donkey Konga (2003). Fet i fet, l'any 2017 Kirkhope va compondre un rap similar per a Yooka-Laylee (en), un joc de plataformes fet en homenatge a l'obra de Rare.